# Das Mädchen auf dem Brett
Das Mädchen auf dem Brett ist ein deutscher Sportfilm der DEFA von Kurt Maetzig aus dem Jahr 1967.

## Handlung
Die 18-jährige Wasserspringerin Katharina hat mit ihrer Teamkollegin Claudia in einem internationalen Wettkampf Chancen auf den Sieg. Beim Abschlusstraining verletzt sich Claudia und kann nun nicht den geplanten schwierigen Sprung mit Doppelschraube von Dreimeterbrett zeigen. Sie wäre die einzige mit einem Sprung dieser Schwierigkeitsstufe gewesen. Katharina kann den Sprung bisher nur vom Einmeterbrett sicher. Als Claudia ihr vorwirft, nur Angst vor dem Dreimeterbrett zu haben, hofft Katharina, ihre Wut über Claudias Verletzung in Mut umwandeln zu können. Weil sie ihre Teamkameradin nicht im Stich lassen will, stimmt sie zu, den schwierigen Sprung vom Dreimeterbrett zu zeigen. Sie setzt sich damit auch gegen ihren Trainer Korn durch, der Bedenken hat. Beim Wettkampf kann Katharina ihre Angst nicht überwinden und bricht den Sprung während der Ausführung ab. Die bisher Zweitplatzierte im Wettbewerb wird zunächst niedrig bepunktet; später wird der Sprung ganz aus der Wertung genommen. Katharina ist am Boden zerstört. Die folgenden sechs Wochen kämpft sie gegen ihre Springblockade an, doch kann sie sich nicht überwinden, vom Dreimeterbrett zu springen. Trainer Korn nimmt sie daraufhin für eine Woche aus dem Training. Sie soll sich klarmachen, was wirklich zwischen ihr und dem Sprung steht.
Katharina schämt sich und berichtet ihrer Mutter nichts vom Ausschluss aus dem Training. Als sie auch in der Schule immer schlechtere Noten bekommt, hält sie sich für einen Versager. In Gedanken rennt sie Dramaturg Karl Klemm ins Auto, der Katharina Mut macht. Auf ihre Frage, was Angst sei, nennt er Angst „Fantasie vor dem Wagnis“. Katharina trifft in den nächsten Tagen verschiedene Menschen, darunter einen Reservisten, der eine Ähnlichkeit zwischen Katharina und seiner Braut feststellt und mit ihr Trinken will. Sie macht ihm Hoffnung, hat er doch Angst, dass seine Braut nicht auf ihn gewartet hat.
Katharina geht ins Kino und sieht sich Neun Tage eines Jahres von Michail Romm an. Der Film wird am nächsten Tag in der Schule besprochen und Katharina interpretiert eine Szene so, dass ein Mensch weitermachen müsse, wenn er angefangen habe, egal welche Umstände dieses Weitermachen begleiten. Auf dem Heimweg an der Seite ihres Deutschlehrers will sie erneut wissen, was Angst ist, und der Lehrer meint, Angst sei unwürdig. Wenig später trifft Katharina erneut auf Klemm, der sie am Abend abholt. Sie gehen auf eine Künstlerfeier, auf der Katharina den Journalisten Peter kennenlernt. Obwohl er nur noch wenige Tage an der Ostsee sein wird, entspinnt sich zwischen beiden eine Liebesgeschichte. Sie zeigt ihm ihre Stadt und beide besuchen ein Schwimmbad, wo Katharina zum ersten Mal wieder vom Brett springt. Am Abend seiner Abreise ist Katharina wie verwandelt. An ihren Geschichten, die sie Peter erzählt hat, hat sie selbst gemerkt, dass Sport ihr Leben dominiert und dass sie nicht ohne kann. Sie und Peter trennen sich in Freundschaft, hat Peter doch gemerkt, dass sie noch zu jung für eine ernste Beziehung ist.
Die Woche ist vorüber. In der Nacht vor ihrer Rückkehr ins Schwimmbad träumt Katharina, dass sie den schwierigen Sprung vom Dreimeterbrett meistert. Sie kehrt positiv gestimmt in die Sprunghalle zurück und wird von allen begeistert begrüßt. Selbstbewusst betritt sie das Dreimeterbrett und bringt den Sprung fehlerfrei ins Wasser. Jubel bricht aus und ihre Teamkameraden und auch der Trainer umarmen Katharina, als sie aus dem Wasser kommt.

## Produktion

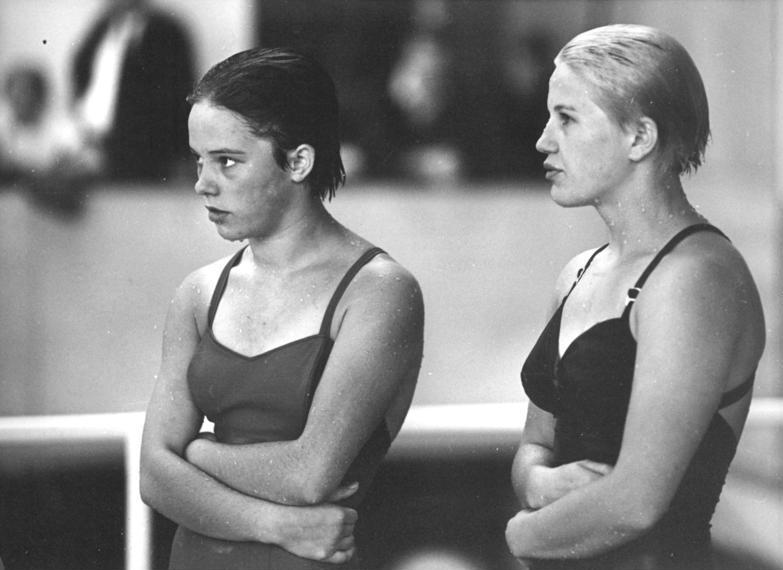
Christiane Lanzke (links) 1964 während der Olympiaausscheidung im Turmspringen in Köln

Das Mädchen auf dem Brett war ein Filmprojekt, das Kurt Maetzig zusammen mit Ralph Knebel bereits vor dem 11. Plenum des ZK der SED 1965 begonnen hatte. Der Film wurde schließlich 1966 mit Unterstützung der Schwimmsportverbände der DDR, der UdSSR und der ČSSR gedreht. Drehorte waren unter anderem Moskau, Prag, Berlin, Rostock und Dresden sowie die Ostseeküste bei Warnemünde. Die Kostüme stammen von Katrin Johnsen, die Filmbauten schuf Dieter Adam. Es wurde Maetzigs erster Film nach dem Verbot von Das Kaninchen bin ich sowie der 300. registrierte Film der DEFA.
Die Hauptrolle der Katharina übernahm Turmspringerin Christiane Lanzke, Vize-Europameisterin im Kunstspringen 1962 sowie Olympia-Fünfte im Turmspringen in Tokio 1964. Kritiker sprachen daher von einer „dokumentare[n] Konzeption“ des Films, da Lanzke sich „zum großen Teil selbst spielen kann“. Lanzke wurde für den Film nicht gedoubelt, während Monika Woytowicz’ Sprünge als Claudia von Gabriele Krauß-Schöpe, EM-Dritte vom Turm 1962 und 1966, ausgeführt wurden.
Das Mädchen auf dem Brett erlebte am 16. Februar 1967 im Berliner Kosmos seine Premiere und kam am folgenden Tag in die Kinos der DDR. Am 14. November 1969 lief er erstmals auf DFF 1 im Fernsehen der DDR. In der DDR erhielt der Film das staatliche Prädikat „wertvoll“.

## Kritik
„Trotz realistischer Ansätze blieb der Film zwischen theoretisierenden Dialogen und aufgesetzten filmischen Elementen uneinheitlich“, befand Frank-Burkhard Habel rückblickend. Klaus Wischnewski nannte Das Mädchen auf dem Brett „einen auf reale Beobachtung und psychologische Sondierung orientierten Film“.
Für den film-dienst war Das Mädchen auf dem Brett „thematisch reizvoll, aber künstlerisch wenig dramatisch und darstellerisch etwas dürftig.“